# Гелии
Гелиите (Gellier; Gellius) са римска фамилия (gens Gellia). Исторически са доказани от 3 век пр.н.е. като самнитко малко име. От 2 век пр.н.е. това име имат и римляни.
Известни с това име:
- Гелий Публикола, доведен брат на Луций Марций Филип (консул 56 пр.н.е.)
- Гней Гелий, римски историк края на 2 век пр.н.е.
- Стаций Гелий, самнитски военачалник, 305 пр.н.е. при Бовианум победен и пленен.
- Луций Гелий Публикола, консул 72 пр.н.е.
- Луций Гелий Публикола, консул 36 пр.н.е.
- Авъл Гелий (* 125 или 130, † 180), писател, историк, ретор и граматик 2 век.
- Гелий Максим (+ 219 г.), узурпатор против император Елагабал. (+ 219 г.)